# 1859년 영국 총선
1859년 영국 총선거는 1859년 영국에서 치러진 총선으로, 헨리 존 템플 전 수상의 자유당이 에드워드 스탠리 수상의 보수당을 이겨, 다시 정권을 잡는다.

## 선거 결과
정당별 의석수
| 정당   | 의석수 |
| ------ | ------ |
| 자유당 | 356    |
| 보수당 | 298    |
| 합계   | 654    |

정당 득표율
| 정당     | 득표수  | 득표율 |
| -------- | ------- | ------ |
| 자유당   | 372,117 | 65.7%  |
| 보수당   | 193,232 | 34.3%  |
| 차티스트 | 151     | 0.03%  |